# Saal an der Saale
Saal an der Saale település Németországban, azon belül Bajorországban. Lakosainak száma 1588 fő (2023. december 31.).

## Népesség
A település népessége az elmúlt években az alábbi módon változott:
| Lakosok száma | 989  | 1449 | 1222 | 1588 | 1518 | 1501 | 1470 | 1466 | 1539 | 1588 |
|               | 1875 | 1950 | 1975 | 1987 | 2012 | 2014 | 2016 | 2017 | 2021 | 2023 |